# Халил Тиквеша
Халил Тиквеша (Шурманци, 1935) је академски сликар.

## Биографија
Рођен је 1935. године у месту Шурманци. Дипломирао је на Академији ликовних уметности у Београду 1961. и магистрирао 1964. године. Провео је један семестар у Варшави на Академији лепих уметности 1969. године.
Од 1976. до 2000. године радио као професор на Академији уметности у Новом Саду за предмет графика и цртање. Од 2001. до 2010. године је био гостујући професор на Академији ликовних уметности у Сарајеву. Од 2013. је у статусу професора емеритуса Универзитета у Новом Саду. Излагао је цртеже, слике, графике, колаже, асамблаже и објекте на преко 100 изложби од 1962. године.
Учествовао на међународним изложбама и бијеналима: Краков (1966. и 1968), Брадфорд (1968. и 1982), Лугано (1968), Париз (1968), Сао Паоло (1969), Берлин (1970), Александрија (1970), Фредрикстад (1980. и 1982), Биела (1973. и 1983), Иваскила (1975), Хајделберг (1979), Бон Скур (1982), Цитадела (1979), Љубљана (1971,1973,1975,1977,1981,1985,1987), Анкара (1986), Кјото (1987), Њу Делхи (1988) и у многим другим градовима.

## Награде
Добитник је више од 25 награда за свој рад, а најзначајније су:
- Београд (1966) — Велики печат Галерије графички колектив
- Београд (1967) — Награда на трећем Тријеналу југословенске уметности
- Сарајево (1967) — Награда за графику на Изложби младих из БиХ
- Београд (1968) — за графику на пролећној изложби УЛУС-а
- Загреб (1968) — на Загребачкој изложби југословенске графике
- Београд (1971) — за графику на изложби НОБ у делима ликовних уметника Југославије
- Београд (1974) — Златна игла на пролећној изложби УЛУС-а
- Београд (1976) — за графику на 27. Октобарском салону
- Скопље (1981) — за графику на 7. изложби савеза ликовних уметника Југославије
- Љубљана (1981) — откупна, на 14. Међународном графичком бијеналу